# Andrzej Witkowski (hydrogeolog)
Andrzej Jarosław Witkowski (ur. 1950 w Nowym Mieście Lubawskim) – polski hydrogeolog, profesor nauk ścisłych i przyrodniczych, doktor habilitowany nauk o Ziemi, profesor Uniwersytetu Śląskiego, kierownik zespołu badawczego „Zagrożenie i ochrona środowiska gruntowo-wodnego” Instytutu Nauk o Ziemi Wydziału Nauk Przyrodniczych Uniwersytetu Śląskiego.

## Kariera
- Wiceprezes Zarządu Stowarzyszenia Hydrogeologów Polskich (od 2022)
- Prezes  Zarządu Stowarzyszenia Hydrogeologów Polskich (2011–2021)
- Przewodniczący Polskiego Komitetu Narodowego Międzynarodowej Asocjacji Hydrogeologów IAH(inne języki) (2010–2013 oraz 2013–2016)
- Prezydent Międzynarodowego Stowarzyszenia Wód Kopalnianych IMWA(inne języki) (2003–2008)
- Zastępca Dyrektora Centrum Studiów na Człowiekiem i Środowiskiem Uniwersytetu Śląskiego (1994–1996)
- Prezes Zakładu Badawczo-Usługowego „Intergeo” Sp. z o.o. (1991–2008)

## Nagrody i wyróżnienia
- Złoty Krzyż Zasługi (1993)
- Złota (2004) i Srebrna (1999) Odznaka „Zasłużony dla Uniwersytetu Śląskiego”
- Złoty  Medal „Za Długoletnią Służbę” (2015).